# Yokohama Landmark Tower

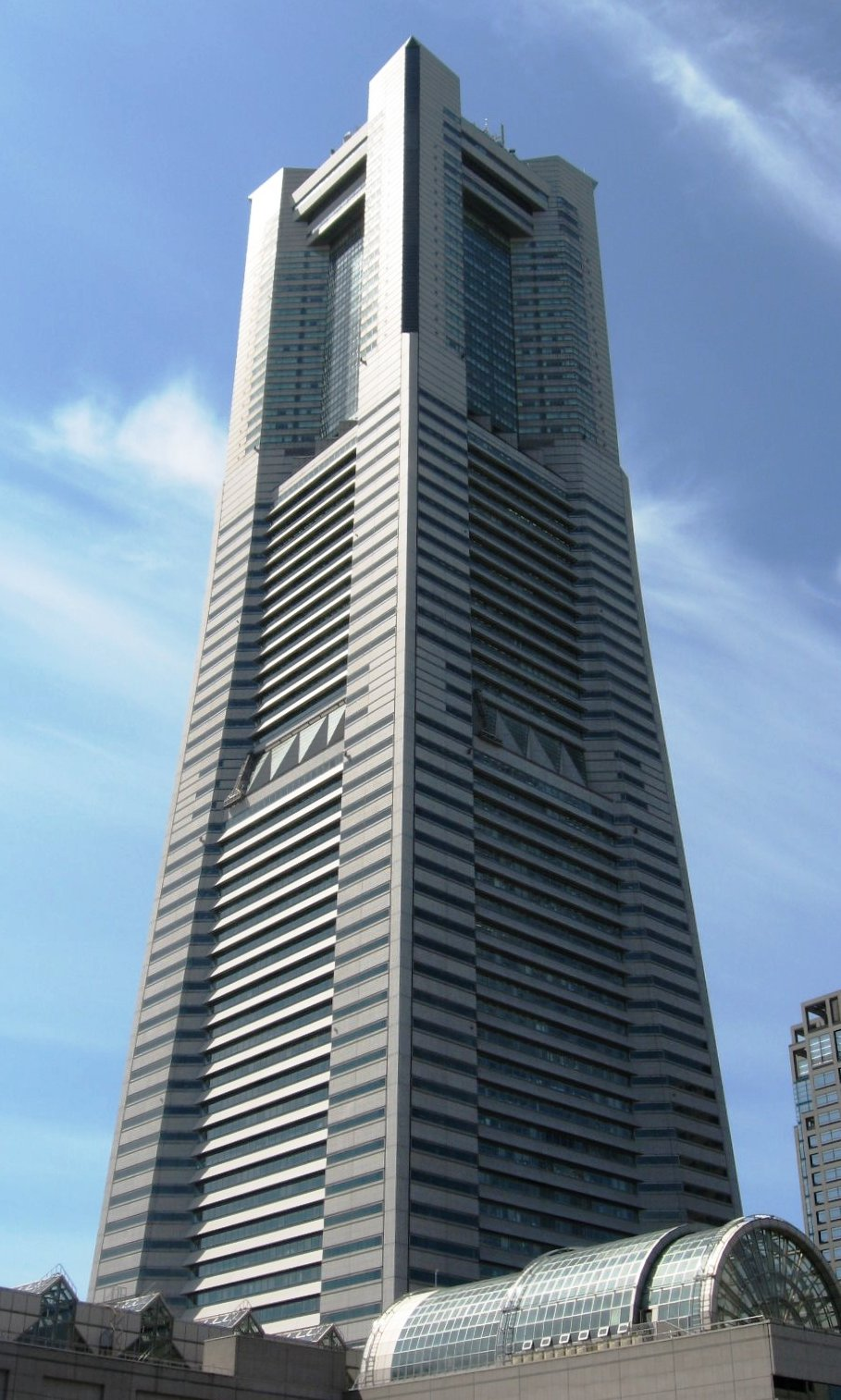
Yokohama Landmark Tower

De Yokohama Landmark Tower in Yokohama was bij zijn voltooiing in 1993 de hoogste toren van Japan met een hoogte van 295,8 meter. Hij bleef de hoogste tot mei 2010: toen werd de Tokyo Skytree de hoogste. Hij heeft 392.000 m² vloeroppervlakte.
De toren staat in de wijk Minato Mirai 21 van de stad Yokohama naast een museum. De eerste 48 verdiepingen zijn kantoren en commerciële ruimten, de verdiepingen 49 tot 70 zijn een hotel met 603 kamers en de 71e verdieping, ontoegankelijk voor het publiek, bevat een evenwichtssysteem.
Op verdieping 69 bevindt zich ook de "Sky Garden": bij oplevering van het gebouw het hoogste uitzichtplatform van Japan. Deze is te bereiken met een expreslift die toentertijd de snelste ter wereld was, met een snelheid van 750 meter per minuut.
De toren is ontworpen door de bureaus Taisei Corporation en Hugh Stubbins.